# JUSSCANNZ

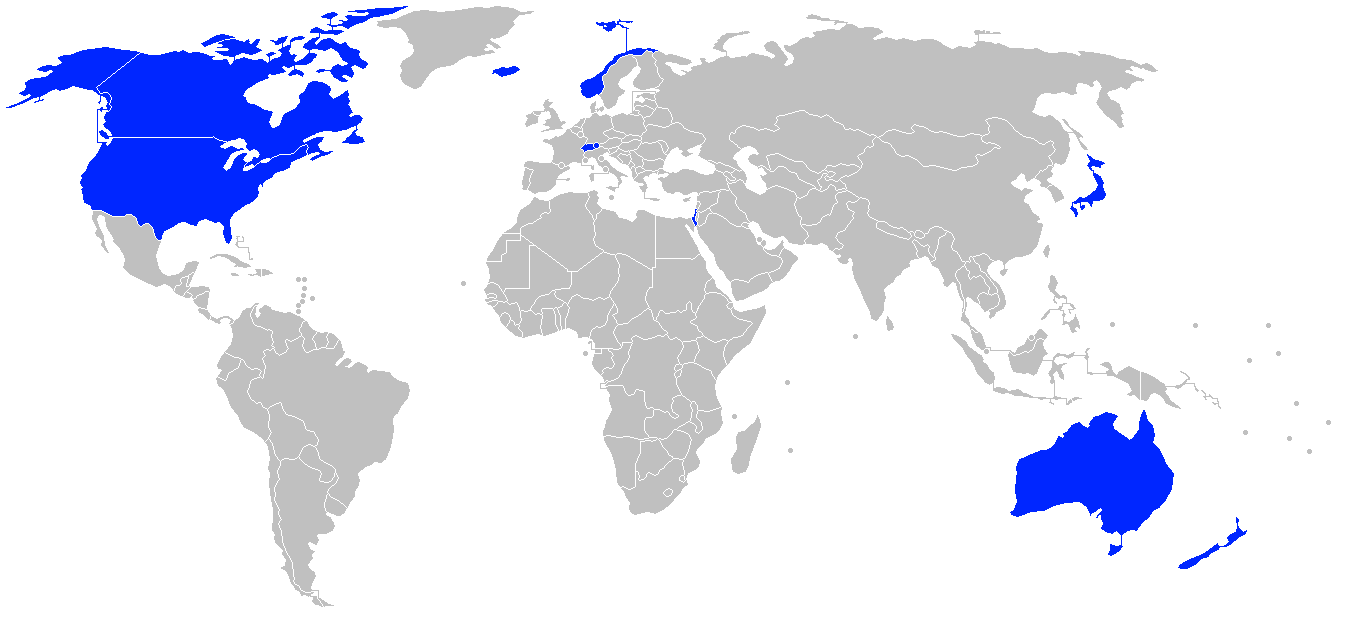
Mitgliedstaaten

JUSSCANNZ – teilweise auch JUSCANZ – ist die Abkürzung für eine informelle Gruppe industrialisierter Nichtmitgliedstaaten der Europäischen Union. Die einzelnen in der Abkürzung genannten Länder sind Japan, die USA, Schweiz, Kanada, Australien, Norwegen und Neuseeland. In internationalen Verhandlungen wird diese Gruppe manchmal um Länder wie Island, Israel, Mexiko, Südkorea oder andere erweitert. JUSSCANNZ war eine der maßgeblichen Gruppen internationaler Verhandlungen in den 1990er und frühen 2000er Jahren. Mittlerweile firmiert sie in der Regel unter dem Namen Umbrella Group. Die Schweiz hat sich mittlerweile teilweise von JUSSCANNZ/Umbrella Group abgewandt und formt zusammen mit Mexiko, Südkorea, Liechtenstein und Monaco die Environmental Integrity Group (EIG).
Der Zusammenschluss als JUSSCANNZ ist nicht formal geregelt, sondern ergibt sich faktisch aus oft ähnlich gelagerten Interessen als westlich orientierte Industriestaaten sowie aus der Nichtzugehörigkeit zur Europäischen Union und zur G 77 genannten Gruppe von Schwellen- und Entwicklungsländern.
Die JUSSCANNZ-Gruppe war bzw. ist ein wichtiger Akteur in zahlreichen internationalen Verhandlungsprozessen, beispielsweise über multilaterale Umweltabkommen. So spielte sie neben der Europäischen Union und der Gruppe der 77 eine maßgebliche Rolle bei den Verhandlungen um das Kyoto-Protokoll zum Klimaschutz. Beim Strategic Approach to International Chemicals Management finden ebenfalls regelmäßige Regionaltreffen zwischen der EU und den JUSSCANNZ-Staaten statt. Bei Vertragsstaatenkonferenzen des Basler, Rotterdamer und Stockholmer Übereinkommens sowie beim Minamata-Übereinkommen ist JUSSCANNZ eine der Verhandlungsgruppen.